# Munster (Haut-Rhin)
Munster település Franciaországban, Haut-Rhin megyében. Lakosainak száma 4709 fő (2022. január 1.). Munster Griesbach-au-Val, Eschbach-au-Val, Gunsbach, Hohrod, Stosswihr és Luttenbach-près-Munster községekkel határos.

## Népesség
A település népességének változása:
| Lakosok száma | 4718 | 4603 | 4663 | 4606 | 4653 | 4699 | 4711 | 4707 | 4709 |
|               | 2013 | 2015 | 2016 | 2017 | 2018 | 2019 | 2020 | 2021 | 2022 |